# Bismarckova rozhledna (Bielefeld)

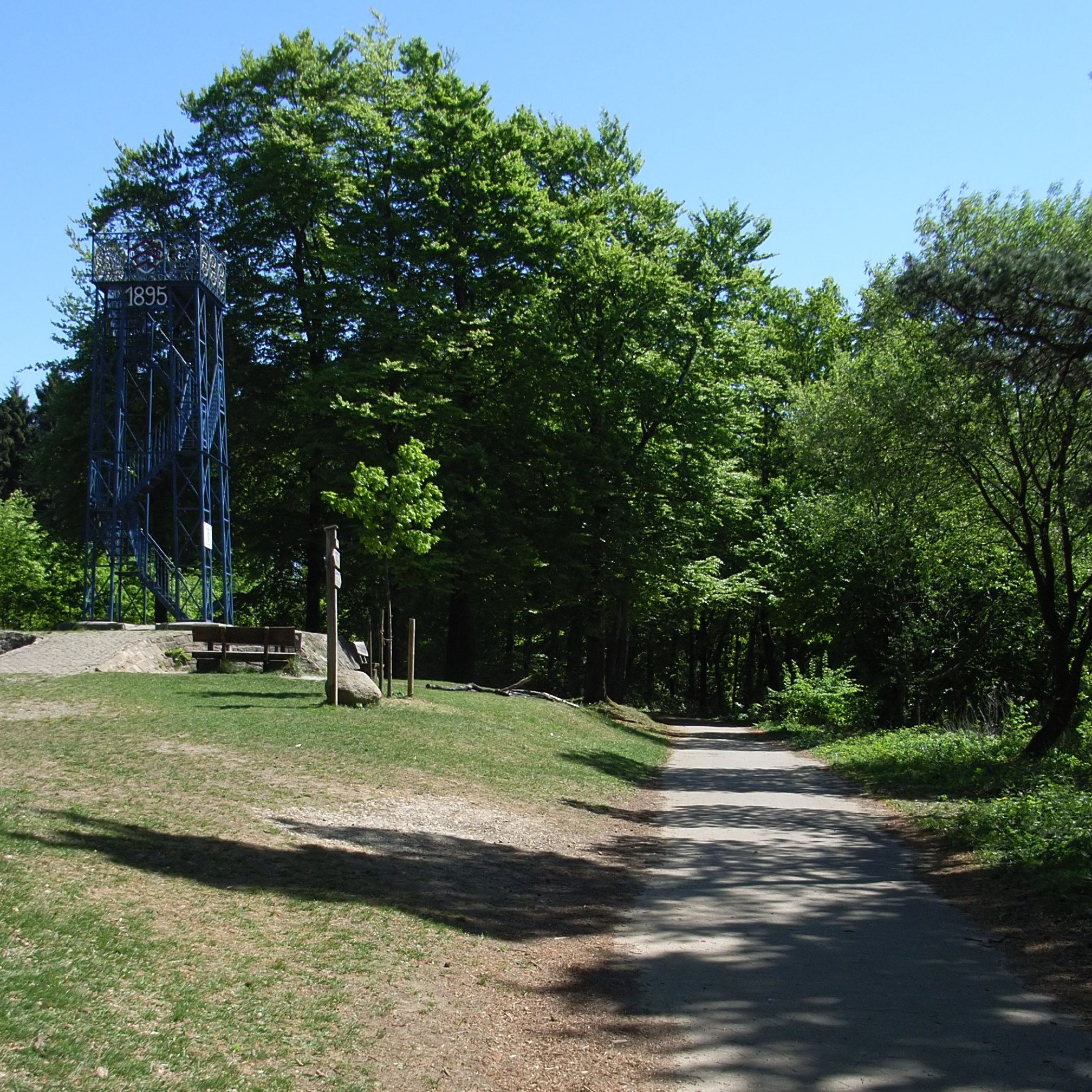
Rozhledna se nachází u horské cesty Hermannsweg.

Bismarckova rozhledna, (německy Bismarckturm), doslova Bismarckova věž, dnes nazývána nejčastěji Eiserner Anton (Železný Anton) je rozhledna nacházející se na jihovýchodě Bielefeldu v německém spolkovém státu Severní Porýní-Vestfálsko.
Rozhledna byla postavena v roce 1895 nákladem bielefeldského majitele strojírenské továrny Heinricha Frickeho a na jeho přání byla pojmenována po slavném německém kancléři Bismarckovi.
Stavba se nachází ve výšce 309 metrů nad mořem na kopci Ebberg u dálkové horské cesty Hermannsweg, je čtvercového půdorysu a jedná se jednu z mála ocelových rozhleden pojmenovaných po Bismarckovi. Na výhledovou plošinu ve výši osm metrů vede 42 schodů, z vrcholu se naskýtá pohled na část Teutoburského lesa. Rozhledna je památkově chráněna, v roce 2003 byla renovována, přičemž byl obnoven její podstavec a byla nalakována.
Na konci 19. století byl vrchol Ebbergu nezalesněný, v současné době brání úplnému výhledu vzrostlé stromy, výhled je volný pouze na sever a na jih.